# FiberNet
A FiberNet Kommunikációs Zrt. a magyar telekommunikációs piac egyik résztvevője volt 1999 és 2011 között. Az Invitel vette át.

## Története
A FiberNet Kommunikációs Zrt.-nek közel 300 ezer előfizetett kábeltelevízió, telefon és internet szolgáltatása volt. A cég szolgáltatásai körülbelül 180 településen voltak elérhetők.
A vállalatot 1999 végén alapították. Fő tulajdonosa ebben az időszakban az angliai székhelyű Argus Capital International volt. 2004 végén az egyik legnagyobb globális magántőke társaság, a Warburg Pincus lehetőséget látott a cégben, és többségi tulajdont szerzett benne. A FiberNet az elsők között vezetett be a piacon csomagokban értékesített szolgáltatásokat. A cég 2007. év végére a budapesti régióban, 2008 elején pedig a nagyvárosok közül Cegléden és Kecskeméten, illetve 18 további településen elindította a digitális televízió szolgáltatását.
2010. november 20-án a Fibernet Zrt. bejelentette, hogy a céget az Invitel Távközlési Zrt. anyavállalata felvásárolja, valamint ezzel egy időben a UPC Magyarország Kft. bejelentette, hogy átveszi az Inviteltől a Fibernet kábelhálózatainak egyharmadát és legrövidebb időn belül megkezdi ezeknek a hálózatszakaszoknak az integrálását és műszaki továbbfejlesztését, annak érdekében, hogy azokon is saját fejlett, interaktív digitális kábeltelevíziós, ultragyors újgenerációs internet- és telefonszolgáltatásait biztosíthassa.
2011 februárjában megtörtént a Fibernet egyedüli tulajdonosának, a Fibernet Tanácsadó Kft.-nek a megvásárlása. A UPC 2011 áprilisától kezdődően vette át a szolgáltatást és indította el saját kábeltelevíziós, internet- és telefonszolgáltatásait az ezeken a területeken élő előfizetők számára.
2011. október 1-jétől hivatalosan is megszűnt a FiberNet Zrt., az Invitel befejezte a cég felvásárlását.